# Strój ludowy na Białorusi

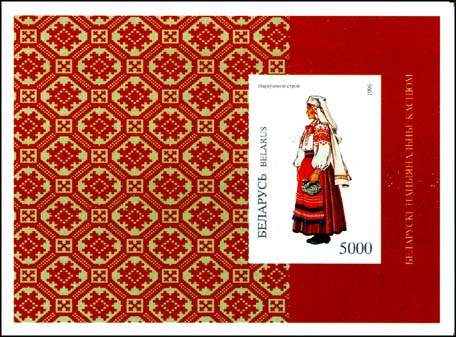
Kobiecy strój narowelski na tle czerwonego haftu.
Znaczek pocztowy z serii „Białoruskie stroje ludowe” (projektant Michaś Ramaniuk)

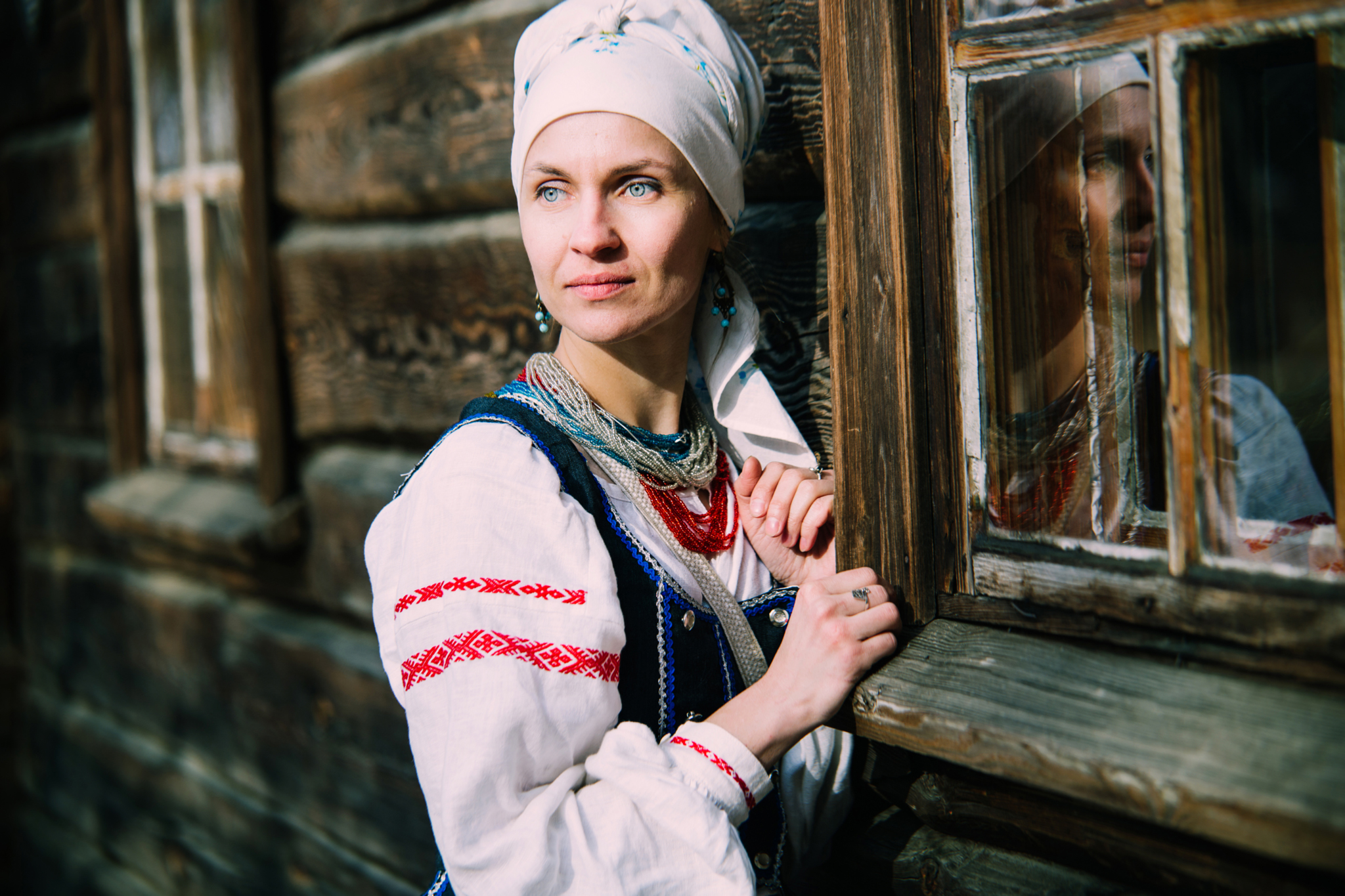
Kobieta w tradycyjnym stroju białoruskim

Strój ludowy na Białorusi – odzież noszona przez niższe warstwy ludności zamieszkującej Ruś Białą, od średniowiecza wchodzącą w skład kilku organizmów państwowych, obecnie w granicach Białorusi.

## Historia
Sylweta podstawowego ubioru Białorusinów, poszczególne części stroju oraz ich specyficzne zestawienia, jak również krój, sposoby szycia i motywy zdobnicze archaicznych form odzieży, w szczególności zaś materiały używane przez chłopów i kolorystyka przez nich stosowana, mają swoje korzenie w XIII-wiecznej odzieży noszonej na Rusi Kijowskiej. Kolejne elementy stroju zostały zaadaptowane przez mieszkańców Rusi Białej za pośrednictwem sąsiadów, głównie innych Rusinów, Litwinów oraz Polaków.
W czasach dominacji mody gotyckiej rozwinęło się rzemiosło krawieckie. Okres ten stanowi wyraźną cezurę w historii ubiorów chłopskich. Od tego czasu datuje się przejmowanie elementów panującej mody warstw elitarnych.
Białoruski strój ludowy na przestrzeni XIV-XVI wieku wzbogacił się o nowe rodzaje odzieży, na przykład andarak (rodzaj wełnianej spódnicy) czy gorset, nowe sposoby noszenia strojów (m.in. metody zawiązywania tradycyjnej namitki, czyli podwiki), zaczął być bardziej dopasowany do kształtów ciała. Jednocześnie nasilała się w stroju chłopów pierwotna przewaga koloru białego (samodziałowego płótna) oraz łączenie tej barwy z czerwienią elementów zdobniczych (przetykanych lub haftowanych), w tradycyjnych wierzeniach symbolizującą życie. Czerwień wzorów geometrycznych, będąca nie tylko elementem ozdobnym, ale przede wszystkim symbolicznym, zdobiła kołnierze, przody koszul, rękawy i spódnice. W tym okresie strój białoruski wykształcił zasadnicze cechy, wiążące się z praktyką jego noszenia oraz wyrazem artystyczym.
Przekształcenia w okresie od XVII do połowy XIX wieku nie dotyczyły już samej istoty stroju, a modyfikowały tylko określone jego elementy. Tak na przykład nastąpiło wzbogacenie gamy kolorystycznej i typów tkanin, niektóre motywy zdobnicze dookreśliły bądź zmieniły swoje znaczenie symboliczne, a niekiedy je wręcz straciły. W tym okresie pogłębiły się także pewne różnice między poszczególnymi regionami zamieszkiwania Białorusinów. Szczególnie pod koniec wieku XIX utrwaliły się lokalne typy odzieży, które przetrwały niekiedy aż do drugiej połowy XX wieku.

## Materiały
Mieszkańcy ziem białoruskich dostosowali swoją odzież do klimatu, który wymagał zapewniających ciepło tkanin i odpowiedniego kroju. Wykorzystywali do szycia odzieży miejscowe surowce roślinne (len i konopie) i zwierzęce (wełna), przędąc włókno i wyrabiając tkaniny we własnym zakresie.
Do farbowania tkanin używano barwników naturalnych w rodzaju liści i szyszek różnych gatunków drzew czy substancji żelazistej zawartej w pierwotnej rudzie. Nie barwiono jednak lnianych tkanin, z których szyto koszule, zapaski i kobiece nakrycia głowy, w tych wypadkach ozdabiając bielone płótno czerwonym szyciem. Poza czerwienią używano też do ozdabiania tkanin nici czarnych, zielonych i szaroniebieskich. Dopiero w drugiej połowie XIX wieku, wraz z pojawieniem się farb anilinowych i nici produkowanych przemysłowo, gama kolorystyczna ozdób wzbogaciła się o kolory: malinowy, błękitny, fioletowy, jasnozielony i pomarańczowy.

## Zdobnictwo
Bogate wyszycia na koszulach i innych częściach garderoby rozpowszechniły się dopiero na przełomie XIX i XX w. Wcześniej były o wiele skromniejsze, co nie umniejszało symbolicznego znaczenia zdobień, ale je wzmacniało. Wzbogacenie zdobnictwa odzieży wiązało się z szybciej zachodzącymi zmianami w stylu życia białoruskich chłopów. Na podnoszenie się jakości bytowania, widocznej również w noszonej przez wieśniaków odzieży, miały wpływ częstsze i wielorakie kontakty z pobliskim miastem, które było nie tylko ośrodkiem szkolnictwa rękodzielniczego, ale również wzorem mody.
Chociaż koszule i zapaski były zawsze podstawowymi elementami ubiorów wiejskich, to droższa i trudniejsza do zdobycia odzież wierzchnia świadczyła o bogactwie i miejscu zajmowanym w hierarchii społeczności przez jej właściciela.
Cechą białoruskiego stroju ludowego, która bardzo wyraźnie przejawiała się jeszcze przez cały XIX wiek, jest jego ścisły związek z obrzędowością i zwyczajami ludu wiejskiego. Na ziemiach białoruskich wykształcił się szczegółowy zbiór zasad, dotyczących odpowiedniego dopasowania ubioru ludu białoruskiego do określonej okazji (w tym wypadku – do określonego dnia bądź okresu w kalendarzu obrzędowym Białorusinów). Na przykład w okresie postu chodzono w stroju paścianym (postnym), to jest uszytym bez udziału elementów o barwie czerwonej. Szczególnie wyszukane stroje starano się nosić w tak ważne święta roku obrzędowo-liturgicznego, jak na przykład uroczystości wypędzenia zwierząt gospodarskich na jurauskuju rasu (23 kwietnia według kalendarza juliańskiego, w dzień Jerzego Zwycięzcy).

## Strój kobiecy
Największe mistrzostwo białoruska kultura ludowa osiągnęła w dziedzinie stroju kobiecego, który w istocie odpowiada za cechy charakterystyczne stroju białoruskiego w ogóle. Największą wagę przywiązywano do zdobienia rękawów, co wiązało się z wiarą w magiczną siłę ornamentu z czerwonych rombów, mającego, wedle wierzeń ludowych, chronić kobiecą dłoń przed złymi duchami i zapewniać siłę do pracy. Różnorodnością zdobniczą cechowały się szczególnie rozmaite różniące się krojem spódnice (andarki, sajany, letniki, paniowy), a także fartuchy. Spotykane były zdobienia w formie kratki oraz pasów poprzecznych bądź podłużnych w takich barwach jak czerwień, połączenia błękitno-zielone czy srebrzysto-białe. Obowiązkowym elementem stroju był różnokolorowy pas (najczęściej czerwono-zielono-biały) ozdobiony tasiemkami bądź pomponami.

## Zróżnicowanie regionalne
W zależności od stosowania specyficznych kompletów odzieży, szczególnie w stroju kobiecym, a także typu zdobnictwa stroju, wyróżnia się kilka odrębnych regionów: zachodnie i wschodnie Polesie, region naddnieprzański, centralną Białoruś oraz regiony naddźwiński i nadniemeński.
Zachodnie Polesie – spotykane były tu elementy stroju ludowego, które nie występowały w innych regionach Białorusi, m.in. burka (ciężka spódnica z wełny), rożki – nakrycia głowy ozdobione pękami farbowanych piór. W regionie tym na uwagę zasługują:
- Strój kobryński (biał. Кобрынскі строй): wyróżnia się kunsztownością ornamentu oraz strojnością ubioru kobiecego (uzyskaną zwłaszcza dzięki lnianej podwice);
- Strój pińsko-iwacewicki (biał. Пінска-Івацэвіцкі строй): wyróżnia go prostota form, czystość linii i sylwetki. W obrębie tego kompleksu strojów można wyróżnić strój motolski (biał. Мотальскі строй), którego cechą charakterystyczną jest użycie szczególnie cienkiego płótna lnianego oraz umiar w użyciu ornamentów[7].

Wschodnie Polesie – cechy stroju zbliżają ten region do centralnej Białorusi oraz Naddnieprza. Szczególnie wyróżnić można w tym regionie:
- Strój brahiński (biał. Брагінскі строй): rozmaitość spódnic, wykorzystanie elementów roślinnych w ornamentach;
- Strój turowsko-mozyrski (biał. Турава-Мазырскі строй): powstał w wyniku przekształceń, które zaszły w stroju ludowym pod wpływem tendencji XX-wiecznych; obecnych jest w nim wiele współczesnych form z perkalu i satyny, kolorystyka strojów cechuje się wielobarwnością, wyszywane atłaskiem ornamenty roślinne tworzą iluzję objętości;
- Strój dawidgródecko-turowski (biał. Давыд-Гарадоцка-Тураўскі строй): odbijają się w nim charakterystyczne cechy stroju białoruskiej warstwy mieszczańskiej; do ciekawych elementów należy oryginalne nakrycie głowy hałowaczka; noszony był gorset przepasany szerokim pojasem (pasem), nakładano wyszukane ozdoby[7].

Naddnieprze – region, w którym dominują przejściowe typy kostiumów, łączące elementy narodów, które osiedlały się na brzegach Dniepru (Białorusinów, Rosjan, Ukraińców). Obecne były tu nieznane w innych regionach techniki wykonywania wzorzystych tkanin na specjalnych krosnach, specyficzne dla tego regionu typy haftu (m.in. wyszywanie na tamborku), szeroko stosowano marszczenie tkanin. W ornamentach z tego regionu spotykany jest mający umocowanie w wierzeniach ludowych motyw Drzewa Życia; wykorzystywana jest również palmeta. Haft nicią czerwoną bądź czerwony-czarny spotykany jest naprzemiennie z jednolitymi wzorami białymi bądź czarnymi odznaczającymi się na srebrzystym tle tkaniny.
Środkowa Białoruś – stroje z tego regionu cechuje prostota, twórcy ludowi unikają efektowności. Wyróżnić można:
- Strój kopylsko-klecki (biał. Капыльска-Клецкі строй): czerwony kaptur, zielony albo ciemnoniebieski kubrak, prostota ornamentów, tęczowe barwy andaraka;
- Strój słucki (biał. Слуцкі строй): specjalny sposób noszenia chustki czyni z niej nakrycie głowy o dużej objętości, długie i ciemne kubraki, prawie nie występują elementy haftu;
- Strój lachowicki (biał. Ляхавіцкі строй): oryginalne i malownicze nakrycia głowy (podwika bądź chustka ozdobione są bukiecikami z kwiatów bądź pęczkami zieleniny), spódnice w soczystych kolorach, rozmaite ozdoby umieszczane na szyi, piersiach, a nawet na plecach (paciorki, tasiemki, obrazki)[7].

Ziemia nadniemeńska – popularność kolorów zielonego i chabrowego; strój tego regionu wcześnie uległ modzie miejskiej, co odbiło się zwłaszcza w wyglądzie górnej jego części;
- Strój wołkowysko-kamieniecki (biał. Ваўкавыска-Камянецкі строй): andarak z kaskadowo ułożonymi zakładkami, wybielane lniane płótno namitki;
- Strój nowogródzki (biał. Навагрудскі строй): czarna kamizelka z klapami, krótka obcisła kurtka z białego sukna;
- Strój mostowski (biał. Мастоўскі строй): soczyste ciemnogranatowe albo malinowe tony andaraka łączą się z wykorzystaniem dość skromnego ornamentu[7].